# می هونگ
می هونگ (انگلیسی: May Hong) مدل، بازیگر و هنرمند آمریکایی است. او بیشتر به خاطر مدلینگ برای طراحانی مانند اکهوس لاتتا، مارک جیکوبز و گوچی شناخته شده است. به عنوان بازیگر، هونگ در مجموعه‌هایی همچون های مینیتِنانس، هکس، قصه‌های شهر و فیلم انیمیشنی شکارچیان شیاطین کی‌پاپ نقش‌آفرینی کرده است.

## زندگی و حرفه
می هونگ در کره جنوبی به دنیا آمد و در شش سالگی به ایالات متحده آمریکا مهاجرت کرد. او در منطقهٔ فلاشینگ کویینز نیویورک بزرگ شد. هونگ در دبیرستان فیورلو لاگواریدیا تحصیل کرد، جایی که به هنر علاقه‌مند شد و در زمینهٔ چاپ دستی تجربه کسب کرد. سپس مدرک کارشناسی هنرهای زیبای خود را در رشتهٔ چاپ از مدرسه طراحی رود آیلند دریافت کرد.
پس از فارغ‌التحصیلی، می هونگ به بروکلین رفت و مدیریت یک استودیوی عکاسی را بر عهده گرفت. حرفهٔ مدلینگ او در سال ۲۰۱۱ زمانی آغاز شد که دوستانش مایک اکهوس و زویی لاتتا از او خواستند برای برند نوپایشان مدل شود. او به مدلینگ ادامه داد و کم‌کم در تبلیغات نیز فعالیت کرد. او برای برندهایی همچون آدیداس، مارنی، گوچی، تالفار و مارک جیکوبز مدلینگ کرده است و همچنین در هفته مد نیویورک حضور داشته است. می هونگ در تمام شوهای مدلینگ اکهوس لاتتا روی صحنه رفته است.
او در مجموعه‌های تلویزیونی براد سیتی، های مینیتِنانس، نیو آمستردام و هکس و فیلم آدام نیز بازی کرده است. اولین نقش اصلی او در مجموعه بازسازی‌شدهٔ نتفلیکس به نام قصه‌های شهر (۲۰۱۹) در نقش مارگوت پارک بود.
می هونگ در حال حاضر در بروکلین زندگی می‌کند.